# スティーブ・ヘレリウス
スティーブ・アントリー・セベリン・ヘレリウス（Steve Antole Severin Herelius、1976年7月15日 - ）は、フランスの元プロボクサー。セーヌ＝サン＝ドニ県ノワジー＝ル＝グラン出身。元WBA世界クルーザー級暫定王者。

## 来歴
2002年5月10日、プロデビュー。
2010年7月3日、シュトゥットガルトのポルシェ＝アレーナで元WBA世界クルーザー級王者のフィラット・アルスランとWBA世界クルーザー級暫定王座決定戦を行い、11回終了時にアルスランが棄権した為TKO勝ちを収め王座を獲得した。
2011年2月12日、ミュールハイム・アン・デア・ルールのインノギー・スポッサーレでヨアン・パブロ・エルナンデスと対戦し、7回1分19秒KO負けを喫し初防衛に失敗、王座から陥落した。
2012年10月27日、キーウのクラブ・スポーツライフでドミトロ・クッチャーとWBCインターナショナルクルーザー級シルバー王座決定戦を行い、2回1分30秒KO負けを喫し王座を獲得出来なかった。
2013年12月20日、ハンブルクのメッセでヌリ・セフェリと対戦するも、7回58秒失格負けを喫し試合後に引退した。

## 獲得タイトル
- フランスヘビー級王座
- WBAインターコンチネンタルクルーザー級王座
- WBA世界クルーザー級暫定王座（防衛0度）